# Fülöp Mihály (színművész)
Fülöp Mihály (Kolozsvár, 1928. február 5. – Pécs, 1994. január 3.) színész. A Pécsi Nemzeti Színház örökös tagja.

## Életpályája
1951-től a Pécsi Nemzeti Színház tagja volt. 1954-ben végezte el a Színház- és Filmművészeti Főiskolát. 1960–1961 között egy évadot a kaposvári Csiky Gergely Színházban töltött.
Prózai és énekes szerepeket is játszott.

## Színházi szerepei
- Katona József: Bánk bán – Ottó
- Jókai Mór: A kőszívű ember fiai – Jenő
- William Shakespeare: Szentivánéji álom – Lysander
- Racine: Phaedra – Hyppolitos
- Priestley: Veszélyes forduló – Gordon
- William Shakespeare: Othello – Rodrigo
- Ábrahám Pál: Viktória – Jancsi
- Lehár Ferenc: A mosoly országa – Feri
- Kálmán Imre: A csárdáskirálynő – Miska
- Moliere: A nők iskolája – Oronte

## Filmjei
- Angyal a karddal (1972)
- Forró mezők (1979)